# Алексеевское сельское поселение (Краснодарский край)
Алексеевское сельское поселение — муниципальное образование в Тихорецком районе Краснодарского края России.
В рамках административно-территориального устройства Краснодарского края ему соответствуют Алексеевский сельский округ и хутор Большевик Юго-Северного сельского округа.
Административный центр — станица Алексеевская.

## Население
| 2010  | 2012  | 2013  | 2014  | 2015  | 2016  | 2017  |
| ----- | ----- | ----- | ----- | ----- | ----- | ----- |
| 7311  | ↗7651 | ↗7657 | ↗7705 | ↘7674 | ↘7613 | ↗7632 |
| 2018  | 2019  | 2020  | 2021  | 2023  |       |       |
| ↘7553 | ↘7539 | ↘7442 | ↘7230 | ↘7116 |       |       |

## Населённые пункты
В состав сельского поселения входят 10 населённых пунктов:
| №  | Населённый пункт                           | Тип населённого пункта | Население (чел.) |
| -- | ------------------------------------------ | ---------------------- | ---------------- |
| 1  | Алексеевская                               | станица                | ↘3182            |
| 2  | Большевик                                  | хутор                  | ↘362             |
| 3  | Кирпичный                                  | посёлок                | ↘38              |
| 4  | Краснооктябрьская                          | станица                | ↘1420            |
| 5  | Красный Партизан                           | хутор                  | ↘36              |
| 6  | Москальчук                                 | хутор                  | ↘132             |
| 7  | Новоархангельская                          | станица                | ↗741             |
| 8  | Овощной отделения № 2 совхоза «Челбасский» | посёлок                | ↘72              |
| 9  | Пригородный                                | посёлок                | ↗1410            |
| 10 | Школьный                                   | хутор                  | ↗104             |